# Chromogobius quadrivittatus
Il ghiozzo quadrifasciato (Chromogobius quadrivittatus (Steindachner, 1863)) è un pesce d'acqua salata appartenente alla famiglia Gobiidae.

## Distribuzione e habitat
Endemico del mar Mediterraneo con qualche stazione disgiunta in mar Nero.
Vive tra gli scogli, i ciottoli ed i ciuffi di alghe a bassissima profondità (max. 5 metri) e si ritrova perfino nelle pozze di marea del piano sopralitorale.

## Descrizione
Questo pesce presenta una sagoma molto schiacciata, soprattutto per quanto riguarda il capo ed un aspetto "longilineo" assolutamente inconfondibili con altre specie mediterranee e, casomai, più simile ad alcuni ghiozzi del mar Rosso. La livrea è fondamentalmente grigiastra o bruna con strisce verticali sui fianchi e, spesso, una "maschera" più chiara tra muso ed occhi. Le pinne sono bordate di chiaro. Si distingue dal congenere Chromogobius zebratus per i seguenti particolari (molto difficili da rilevare):
- Testa con disegni a reticolo ed almeno 3 linee scure che si dipartono a raggiera dall'occhio
- una banda chiara a sella (in genere evidente) tra nuca e pinna pettorale
- macchia chiara sul dorso in corrispondenza dello stacco tra le 2 pinne dorsali.

Misura al massimo 6 cm.

## Biologia
Sospettosissimo, vive sempre rintanato ed è estremamente difficile da vedere.